# Aufbruch in ein neues Leben
Aufbruch in ein neues Leben (Originaltitel: Rails & Ties) ist ein US-amerikanisches Filmdrama aus dem Jahr 2007. Regie führte Alison Eastwood, das Drehbuch schrieb Micky Levy.

## Handlung
Tom Stark arbeitet als Zugführer. Seine Frau Megan leidet an Krebs und hat nicht mehr lange zu leben. Da Tom nicht mit der Diagnose seiner Frau umgehen kann, flieht er sich in die Arbeit. Megan möchte mit Tom vor ihrem Tod noch möglichst viel Zeit verbringen, Tom dagegen geht ihr aus dem Weg um sich nicht mit dem Tod seiner Frau auseinandersetzen zu müssen. Dadurch steckt ihre Ehe in einer Krise.
Laura Danner, die alleinerziehende Mutter des zehnjährigen Davey leidet an Depressionen und beschließt, sich umzubringen. Dazu fährt sie gemeinsam mit dem ahnungslosen Davey in ihrem Auto zu einem Bahnübergang. Davey, der von Zügen beeindruckt ist, glaubt, dass seine Mutter mit ihm nur die vorbeifahrenden Züge ansehen will. Doch als sich schließlich ein Zug nähert, fährt sie das Auto auf die Schienen. Davey steigt panisch aus und versucht verzweifelt, seine Mutter aus dem Auto zu ziehen. Dies gelingt ihm nicht und Davey, der sich im letzten Moment vom Auto entfernt, muss zusehen, wie der Zug das Auto mit sich reißt und seine Mutter tötet.
Zugführer in diesem Zug ist Tom Stark. Schon von weitem kann er das Auto von Laura Danner auf den Gleisen erkennen. Er muss sekundenschnell entscheiden, ob er die Notbremse des Zuges betätigen soll und damit die Gefahr eingeht, dass der Zug entgleist und das Leben aller Passagiere gefährdet wird oder ob er den Zug verlangsamt und möglicherweise noch rechtzeitig zum Stehen kommt.
Er entschließt sich, den Zug zu verlangsamen, allerdings ist die Geschwindigkeit noch immer zu hoch und so reißt er das Auto von Laura Danner mit sich.
Davey, der Tom die Schuld am Tod seiner Mutter gibt, wird bei einer Pflegemutter untergebracht. Dort fühlt er sich nicht wohl und flieht bereits nach kurzer Zeit. Er macht Tom ausfindig, um ihn zur Rede zu stellen.
Megan kann den Jungen allerdings beruhigen und da Davey nicht zu seiner Pflegemutter zurückgehen will, behalten Megan und Tom ihn bei sich.
Zunächst ist das Verhältnis zwischen Tom und Davey noch sehr angespannt, doch durch ihre gemeinsame Leidenschaft für Züge kommen sich die beiden schließlich näher. In der folgenden Zeit leben die drei wie eine Familie zusammen.
Als Megan schließlich an ihrer Krankheit stirbt, bricht zunächst die Welt für Tom und Davey zusammen, doch am Ende schweißt sie dieser Schicksalsschlag noch enger zusammen und die beiden blicken zuversichtlich in die Zukunft.

## Kritiken
Todd McCarthy schrieb in der Zeitschrift Variety vom 3. September 2007, der Film sei „zurückhaltend“, „bedächtig“ und „schamlos altmodisch“. Er behandle die emotionalen Krisen auf eine weitgehend vorhersehbare Weise. Die Regie von Alison Eastwood sei „fähig“, aber „anspruchslos“. Die Handlung wirke, als ob sie in den 1950er Jahren angesiedelt wäre. McCarthy kritisierte außerdem die Dialoge und den Charakter von Davey Danner, der sich nicht wie jemand verhalte, der gerade seine Mutter verloren habe.

## Hintergründe
Die Weltpremiere fand am 1. September 2007 auf dem Telluride Film Festival statt. Am 14. September 2007 wurde der Film auf dem Toronto International Film Festival 2007 vorgeführt. Er startet in den ausgewählten Kinos der USA am 26. Oktober 2007.